# Ratpenat pilós de l'arxipèlag de Bismarck
El ratpenat pilós de l'arxipèlag de Bismarck (Kerivoula myrella) és una espècie de ratpenat de la família dels vespertiliònids que es troba a Indonèsia i Papua Nova Guinea.